# Arnulf I de Baviera
Arnulf I de Baviera dit el Dolent també Arnulf II de Baviera o Arnulf II el Dolent si es compta al rei Arnulf de Caríntia com I (~886 - Regensburg 14 de juliol de 937) fou duc de Baviera de 909 a 914, després de 919 a 937 i marcgravi de Nordgau. Arnulf el Dolent de Baviera fou membre de la dinastia de Babenberg i ascendent directe dels ducs a Baviera, dels reis de Baviera, d'Elisabet de Wittelsbach i dels actuals prínceps de Baviera.

## Família
Fill de Liutpold de Baviera i de Cunegunda de Suàbia, Arnulf va succeir al seu pare mort a la batalla de Presburg el 907; fou escollit duc de Baviera a la mort de l'emperador Lluís IV d'Alemanya, i va governar a Baviera com a tal de 912 a 937, portant abans el títol de marcgravi. El 910, Arnulf el Dolent de Baviera es va casar amb Judit de Sulichgau (nascuda vers 888), filla del comte Eberard de Sulichgau, aquest últim el fill d'Unroch III de Friül (cap a 840 - 874) i d'Eva de Tours. Les dates no coincideixen si Judit fos Judit de Friül, ja que aquesta va morir vers 881 el que suposaria que el matrimoni s'havia fet quan Arnulf era jove (fins i tot molt jove) i Judit ja gran. Set fills són procedents d'aquesta unió:
- Eberard de Baviera (912-940), duc de Baviera de 937 a 938 data de la seva destitució; el 935 es va casar amb Luitgarda de Methingau
- Arnulf I mort el 954
- Herman de Baviera (917)
- Enric
- Judit de Baviera (919-978), es va casar amb Enric I de Baviera (920- 955)
- Lluís de Baviera (930-974)
- Leopold I de Babenberg, marcgravi d'Àustria (Ostmark) de 976 a 994, es va casar amb Riquessa (va tenir posterioritat).

El seu segon fill, anomenat també Arnulf, fou comte palatí del Rin, i tronc de la casa de Wittelsbach, que va entrar en possessió del ducat de Baviera el 1180.

## Biografia
Angoixat per les freqüents ràtzies dels magiars i desesperat per reunir fondos per finançar la defensa del territori, Arnulf va enfortir el seu poder mitjançant confiscacions de terres i altres propietats eclesiàstiques que li van valdre el malnom de "el Dolent". Coneixent les estratègies dels hongaresos, va derrotar a dos exèrcit magiars que tornaven a casa després de saquejar territoris germànics: el primer va ser a una batalla lliurada al costat del riu Rott el 909, i el segon a una batalla al costat del riu Inn el 913. Amb el temps va negociar una treva amb els hongaresos als que va permetre creuar Baviera cap a altres territoris germànics.
A la mort de Lluís IV d'Alemanya Arnulf es va oposar al seu padrastre el rei Conrad I d'Alemanya (que era el segon marit de la seva mare Cunegunda), i després al successor d'aquest, el rei Enric I l'Ocellaire. Els Annales Iuvavenses indiquen que el 920, els bavaresos i altres francs orientals van elegir rei a Arnulf; no obstant el seu regnat va durar poc, ja que el rei Enric el va derrotar en dos campanyes el 921, però el va confirmar en el ducat a canvi de la seva renúncia al títol reial.
Arnulf va morir el 937 i fou enterrat a l'abadia de Sant Emmeram. El seu fill gran no va poder conservar la seva herència.